# Thierry Larose
Pour les articles homonymes, voir Larose.
Thierry Larose, né le 9 juillet 1997, est un auteur-compositeur-interprète québécois de rock indépendant et de folk originaire de Marieville, au Québec,. Il a publié deux albums studio sous le label Bravo Musique, en plus d'être le guitariste de l'autrice-compositrice-interprète Lou-Adriane Cassidy.  

## Biographie
Après avoir fréquenté l'Université de Sherbrooke pour des études en littérature, Larose participe au festival Francouvertes en 2019. Bien qu'il n'ait pas gagné, il rencontre Alexandre Martel (Anatole), un musicien et producteur qui avait auparavant travaillé avec des artistes établis comme Hubert Lenoir et Alex Burger. Celui-ci l'aide à démarrer sa carrière musicale. 

### Cantalou
En 2019, Thierry Larose publie son premier simple La vie ne vaut d’être vêtue / Cache-cou. Ces chansons seront rapidement suivies par les extraits Les amants de Pompéi, ainsi que L'île à vingt-cinq sous.
En 2021, Larose lance officiellement son premier album, Cantalou. Celui-ci est acclamé par la critique: il se taille une place dans la longue liste du prix Polaris 2021, en plus d'être nommé pour le prix Félix-Leclerc. Au 43e gala des prix Félix, il sera nommé pour Révélation de l'année, ainsi qu'Album de l’année (Rock). Sa chanson Les amants de Pompéi lui valent même le Prix de la chanson SOCAN,, faisant de lui le plus jeune récipiendaire de ce prix.

### Sprint!
En 2023, Larose lance son deuxième album, Sprint!. Comme ce fut le cas pour Cantalou, l'album sera nommé pour la longue liste du prix Polaris.

Tel que le décrit Stéphane Deslauriers du blog de musique indépendante Le Canal Auditif, 
« enregistré entre tous ces spectacles, et dans six studios différents, Sprint! élargit de manière significative la palette sonore que Larose exhibait sur Cantalou. Ainsi, il garde intact son pop-rock lettré, et mélodiquement raffiné, tout en y greffant des moments inspirés par la bossa-nova (Comme dans mes souvenirs), par la new wave des années 80 (Des nœuds dans les doigts), le folk rock « dylanesque » (Portrait d’une Marianne) et le jazz-pop domestiqué (Frisbee & marmelade). » 

### Le Roy, La Rose et Le Lou[p]

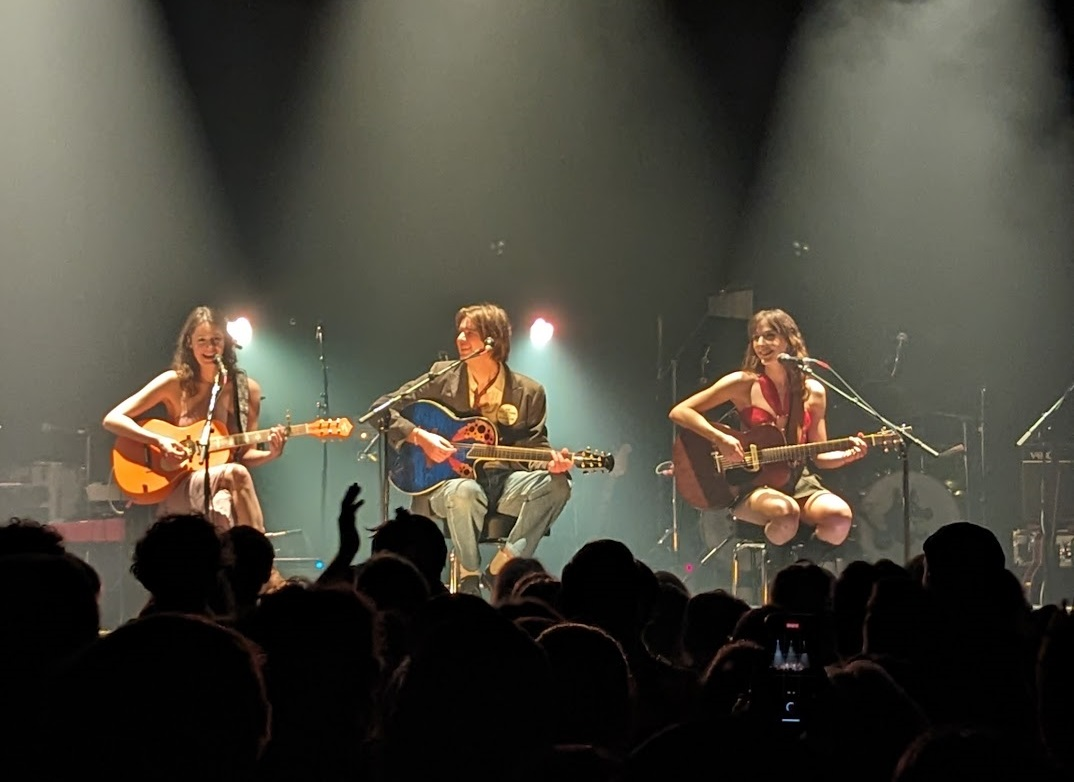
Le Roy, la Rose et le Lou[p] au Club Soda, 2023

Plus tard dans l'année, celui-ci annonce la tenue de Le Roy, La Rose et Le Lou[p], une tournée d'une dizaine de spectacles avec les autrice-compositrice-interprètes Ariane Roy et Lou-Adriane Cassidy. Pour l'occasion, les trois musiciens proposent à leur public une chanson-thème qu'ils joueront à leurs différents spectacles. Cette tournée fait suite au succès de leur premier spectacle collaboratif aux Francos de 2022. Avec comme inspiration les grands spectacles collaboratifs des années 1970, notamment J'ai vu le loup, le renard, le lion, ce spectacle aurait « écrit à l’encre indélébile une page d’histoire de la chanson québécoise » selon le journaliste Dominic Tardif.
En 2024, le trio publie, grâce à la réalisation d'Alexandre Martel, l'album live Le Roy, La Rose et Le Lou[p], contenant dix pièces enregistré à différents moments lors de leur tournée québécoise. Le quotidien Le Devoir lui octroie une note de 4 étoiles ½ sur 5, notant que « [d]epuis les Francos en 2022, les spectateurs sont retournés vivre la stupéfiante expérience à toutes les occasions, jusqu’à connaître par coeur des chansons qui n’avaient jusqu’alors existé que séparément. De quelques soirées particulièrement vivifiantes, le trio a donc décanté des versions inimaginables autrement : c’est presque aussi fort que d’être là, en leur compagnie déjantée ». Le journal La Presse explique, quant à lui, que les trois artistes « s’inscrivent à leur tour dans l’Histoire ».